# 國立高雄第一科技大學
國立高雄第一科技大學（英語譯名：National Kaohsiung First University of Science and Technology，先后簡稱：高第一或第一科大），原校名「 國立高雄技術學院」 ，成立於1995年7月1日，建校之目的在因應配合亞太營運中心人才需求所設立之大學，也是教育部在大高雄地區所設立的第一所技術學院及第一所科技大學。2018年2月1日合校為「國立高雄科技大學」，現為「國立高雄科技大學第一校區」，高第一校區分為東校區（教學研究區）和西校區（運動休憩區），東西兩校區中間以跨高速公路大橋（大學橋）連接。

## 校史
| 年 份  | 月 日    | 國立高雄技術學院籌備處 National Kaohsiung Polytechnic Institute Preparatory Office |
| ------ | -------- | --- |
| 1988年 | —        | 政府決定在大高雄地區籌設一所全新高等教育學府。 |
| 1991年 | 10月     | 高雄縣政府移轉燕巢鄉部份校地所有權（高技東校區）。 |
| 1992年 | 10月     | 高雄縣政府移轉橋頭鄉部份校地同意使用權（高技西校區）。 |
| 1992年 | 11月     | 高雄市政府移轉市內楠梓區校地同意使用權（高技西校區）。 |
| 1993年 | 7月1日   | 設立「國立高雄技術學院籌備處」，谷家恆 博士擔任高技籌備處主任。 |
| 1994年 | 12月12日 | 教育部審查通過國立高雄技術學院設校計劃。 建校之初規劃設有「工學群」、「商學群」、「服務學群」及「醫療保健學群」，醫療保健學群後變更設立為「外語學群」。 原規劃之商學群國際貿易系大學部二年制學士班、服務學群傳播營運系、外語學群應用法語系、醫療保健學群醫務管理系等學系取消設立。 |

| 年 份  | 月 日    | 國立高雄技術學院 National Institute of Technology at Kaohsiung, NITK |
| ------ | -------- | --- |
| 1995年 | 7月1日   | 正式成立「國立高雄技術學院」，為大高雄地區第一所技術學院，谷家恆 博士為首任校長。 |
| 1995年 | 8月1日   | 設立工學群電腦與通訊技術系大學部四年制學士班、營建工程技術系大學部四年制學士班。 設立服務學群金融營運系大學部二年制學士班。 |
| 1995年 | 12月12日 | 國立高雄技術學院首屆校慶日。 |
| 1996年 | 8月1日   | 設立服務學群保險營運系大學部二年制學士班、運輸與倉儲營運系大學部二年制學士班。 設立商學群資訊管理技術系大學部二年制學士班、行銷與流通管理系大學部二年制學士班及財務管理系大學部二年制學士班。 |
| 1996年 | 11月13日 | 國立高雄技術學院呈報中華民國教育部審核申請改名為「國立高雄科技大學」。 |
| 1997年 | 8月1日   | 設立工學群環境與安全衛生技術系大學部四年制學士班、機械與生產工程技術系大學部四年制學士班。 設立管理學群金融營運研究所碩士班、金融營運系大學部二年制在職專班。 設立外語學群應用英語系大學部二年制學士班、應用日語系大學部二年制學士班及應用德語系大學部四年制學士班。 商學群及服務學群合併整合變更為「管理學群」。 |
| 1997年 | 8月19日  | 奉教育部核定成立「國立高雄科技大學籌備處」，並先行籌備一年。 設有「工學群」、「管理學群」與「外語學群」。 |
| 1997年 | 12月13日 | 舉辦「青春．活力．邁向高科大」，「國立高雄技術學院」改名「國立高雄科技大學」暨建校三週年校慶。 |
| 1998年 | 4月22日  | 校名徵求活動，於86學年度第2學期臨時校務會議決議選出「國立高雄第一科技大學」為本校新校名。 |

| 年 份  | 月 日    | 國立高雄第一科技大學 National Kaohsiung First University of Science and Technology, NKFUST |
| ------ | -------- | --- |
| 1998年 | 7月1日   | 改名「國立高雄第一科技大學」，為大高雄地區第一所科技大學，谷家恆 博士續任改名國立高雄第一科技大學後首任校長。 成立「工學院」、「管理學院」與「外語學院」。 |
| 1998年 | 8月1日   | 設立工學院電腦與通訊技術研究所碩士班、營建工程技術研究所碩士班（結構組、管理組）。 設立管理學院保險營運研究所碩士班、運輸與倉儲營運研究所碩士班。 工學院電腦與通訊技術系更名「電腦與通訊工程系」、機械與生產工程技術系更名「機械與生產工程系」、營建工程技術系更名「營建工程系」、環境與安全衛生技術系更名「環境與安全衛生工程系」。 管理學院資訊管理技術系更名「資訊管理系」。 |
| 1999年 | 8月1日   | 設立工學院環境與安全衛生工程系碩士班、機械與生產工程系碩士班。 設立管理學院資訊管理系碩士班、行銷與流通管理系碩士班、財務管理系碩士班。 增設工學院電腦與通訊工程系碩士在職專班、營建工程系碩士在職專班。 增設管理學院保險營運系碩士在職專班、運輸與倉儲營運系碩士在職專班、行銷與流通管理系碩士在職專班、財務管理系碩士在職專班。 工學院機械與生產工程系更名「機械與自動化工程系」。 |
| 2000年 | 7月1日   | 取得經濟部智慧財產局審定通過【高雄科大®】註冊商標（第41類）。 |
| 2000年 | 8月1日   | 設立外語學院應用英語系碩士班。 增設工學院環境與安全衛生工程系碩士在職專班、機械與自動化工程系碩士在職專班。 增設管理學院金融營運系碩士在職專班。 停招管理學院金融營運系大學部二年制在職專班。 管理學院保險營運系更名「風險管理與保險系」。 |
| 2000年 | 12月     | 取得經濟部智慧財產局審定通過【高科大®】註冊商標（第16、18、25、41、42類）。 |
| 2001年 | 8月1日   | 增設工學院工程科技研究所博士班【電腦與通訊組、自動化與資訊組】。 工學院營建工程系碩士班增設（大地組）。 增設管理學院管理研究所博士班【財務金融組、資訊流通組】。 設立外語學院應用日語系碩士班、應用德語系碩士班。 增設管理學院資訊管理系碩士在職專班。 設立管理學院行銷與流通管理系大學部四年制學士班。 |
| 2002年 | 8月1日   | 增設工學院工程科技研究所博士班【營建工程組、環境與安全衛生組】。 增設管理學院管理研究所博士班財務金融組【金融領域、風管領域、財務領域】。 增設管理學院管理研究所博士班資訊流通組【物流領域、資訊領域、行銷領域】。 設立管理學院金融營運系大學部四年制學士班、運輸與倉儲營運系大學部四年制學士班、資訊管理系大學部四年制學士班。 |
| 2003年 | 8月1日   | 設立工學院系統與控制工程研究所碩士班。 設立管理學院企業管理研究所碩士班（MBA）。 增設外語學院應用日語系碩士在職專班。 設立外語學院應用英語系大學部四年制學士班、應用日語系大學部四年制學士班。 |
| 2004年 | 8月1日   | 周義昌 博士繼任國立高雄第一科技大學第四任校長。 設立工學院光電工程研究所碩士班。 增設管理學院企業管理研究所碩士在職專班。 外語學院應用英語系碩士班分設（應用語言學與英語教學組）與（翻譯組）。 管理學院運輸與倉儲營運系更名「運籌管理系」。 |
| 2004年 | 12月18日 | 舉辦「十年有成．蓄勢再發」，建校十周年校慶活動。 |
| 2005年 | 3月1日   | 開設春季班工學院工程科技研究所光電產業研發碩士專班。 |
| 2005年 | 8月1日   | 增設工學院工程科技研究所博士班【系統與控制及光電工程組】。 設立管理學院科技法律研究所碩士班。 增設工學院系統與控制工程研究所碩士在職專班。 設立管理學院風險管理與保險系大學部四年制學士班、財務管理系大學部四年制學士班。 |
| 2005年 | 9月1日   | 開設秋季班工學院工程科技研究所機電產業研發碩士外國學生專班。 開設秋季班工學院機械與自動化工程系半導體封裝測試產業研發碩士專班。 開設秋季班工學院工程科技研究所無線寬頻元件及機電系統產研碩士專班（元件與電路設計工程組、機電系統工程組）。 |
| 2006年 | 3月1日   | 開設春季班工學院光電工程研究所光學設計產業研發碩士專班。 開設春季班工學院機械與自動化工程系精密工程產業研發碩士專班（精密設計工程組、精密製造工程組）。 |
| 2006年 | 8月1日   | 增設「電機資訊學院」與「財務金融學院」。 增設工學院工程科技研究所博士班【工程管理組】。 電機資訊學院電子工程系成立電子與資訊工程研究所碩士班。 增設管理學院科技法律研究所碩士在職專班。 外語學院應用日語系碩士班分設（語學應用組）與（日本研究組）。 設立電機資訊學院電子工程系大學部四年制學士班。 設立財務金融學院會計資訊系大學部四年制學士班。 停招財務金融學院風險管理與保險系大學部二年制學士班。 工學院光電工程研究所碩士班、電腦與通訊工程系改隸屬「電機資訊學院」。 管理學院金融營運系、財務管理系與風險管理與保險系改隸屬「財務金融學院」。 |
| 2006年 | 9月1日   | 開設秋季班工學院機械與自動化工程系運輸工具產業製造技術產業研發碩士專班。 |
| 2007年 | 8月1日   | 工學院工程科技研究所博士班系統與控制及光電工程組分設【系統資訊與控制組】與【光電工程組】。 設立工學院創意設計碩士學位學程。 工學院營建工程系碩士班增設（建築技術組）。 設立管理學院國際管理碩士學位學程（IMBA）。 財務金融學院金融營運系成立金融理財研究所碩士班。 外語學院應用英語系成立口筆譯研究所碩士班。 工學院系統與控制工程研究所碩士班更名「系統資訊與控制研究所碩士班」。 招收電機資訊學院高中生不分系工程與電資學院菁英學士班（電通領域、電子領域、機械領域、營建領域）。 |
| 2008年 | 8月1日   | 增設財務金融學院財務金融研究所博士班。 管理學院資訊管理系成立企業電子化研究所碩士班。 工學院創意設計碩士學位學程更名「工業設計研究所碩士班」。 財融金融學院金融營運系更名「金融系」。 停招財務金融學院財務管理系大學部二年制學士班。 招收科技校院繁星計畫：工學院（營建、環安、機械）、電機資訊學院（電通、電子）、 管理學院（運籌、資管）、財務金融學院（金融、風管、財管、會資）、外語學院（應英、應日、應德）。 |
| 2008年 | 9月1日   | 開設秋季班電機資訊學院電子與資訊工程研究所IC設計及綠色能源產業研發碩士專班。 |
| 2009年 | 8月1日   | 電機資訊學院電子與資訊工程研究所碩士班更名「電子工程系碩士班」。 停招管理學院運籌管理系大學部二年制學士班、資訊管理系大學部二年制學士班。 |
| 2009年 | 9月1日   | 開設秋季班電機資訊學院電子工程系電路與系統產業研發碩士專班。 |
| 2009年 | 12月12日 | 國立高雄第一科技大學學務處調查統計創校迄今畢業校友總人數為15,127人。 |
| 2009年 | 12月19日 | 舉辦「迎接挑戰．開創新局」，建校十五周年校慶系列活動。 |
| 2010年 | 5月1日   | 陳振遠 博士接任國立高雄第一科技大學第六任校長。 |
| 2010年 | 8月1日   | 管理學院行銷與流通管理系成立服務科學管理研究所碩士班。 招收電機資訊學院電腦與通訊工程系學士後數位內容編程學士學位學程（4＋X學程）。 停招管理學院行銷與流通管理系大學部二年制學士班、財務金融學院金融系大學部二年制學士班。 |
| 2010年 | 9月1日   | 開設秋季班電機資訊學院電子工程系電子與資通訊產業研發碩士專班（電子組、資訊組）。 |
| 2011年 | 8月1日   | 增設工學院工程科技研究所博士班【電子工程組】。 |
| 2011年 | 9月1日   | 開設秋季班工學院先進車燈產業碩士專班。 開設秋季班電機資訊學院電子工程系綠色能源與IC設計產業碩士專班。 |
| 2012年 | 3月1日   | 開設春季班電機資訊學院資通訊服務創新產業碩士專班。 |
| 2012年 | 8月1日   | 工學院機械與自動化工程系工業設計研究所碩士班更名「機械與自動化工程系工業設計碩士班」。 管理學院資訊管理系企業電子化研究所碩士班更名「資訊管理系企業電子化碩士班」。 外語學院應用英語系碩士班更名「應用英語系應用語言學與英語教學碩士班」。 外語學院應用英語系口筆譯研究所碩士班更名「應用英語系口筆譯碩士班」。 財務金融學院金融系碩士班、金融理財研究所碩士班整合為金融系碩士班（金融組）與（理財組）。 設立財務金融學院會計資訊系碩士班。 |
| 2012年 | 9月1日   | 開設秋季班電機資訊學院電子工程系綠能電路與積體電路設計與應用產業碩士專班。 |
| 2013年 | 8月1日   | 管理學院管理研究所博士班整併為「管理學院博士班」【運籌領域、資訊領域、行銷領域】。 財務金融學院財務金融研究所博士班整併為「財務金融學院博士班」【財務管理領域、金融管理領域】。 工學院系統資訊與控制研究所碩士班與電機資訊學院光電工程研究所碩士班整併為電機資訊學院電機工程研究所碩士班（資訊組、控制組與光電組）。 管理學院企業管理研究所碩士班更名「運籌管理系企業管理碩士班」 管理學院服務科學管理研究所碩士班更名「行銷與流通管理系連鎖加盟管理碩士班」。 增設電機資訊學院電子工程系碩士在職專班、電機工程研究所碩士在職專班（系統資訊與控制組、光電組）。 外語學院應用日語系碩士班（語學應用組、日本研究組）取消學籍分組。 設立工學院創新設計工程系大學部四年制學士班。 工學院機械與自動化工程系大學部四年制學士班新設（精密機械組）與（智慧自動化組）。 招收工學院營建工程系、電機資訊學院電腦與通訊工程系、電機資訊學院電子工程系、管理學院資訊管理系、外語學院應用英語系大陸地區學生大學部二年制學士班。 停招電機資訊學院高中生不分系工程與電資學院菁英學士班。 |
| 2013年 | 9月1日   | 開設秋季班電機資訊學院電子工程系嵌入式系統與電能轉換產業碩士專班。 |
| 2014年 | 8月1日   | 工學院工程科技研究所博士班更名「工學院工程科技博士班」。 工學院機械與自動化工程系成立先進製造科技碩士班。 管理學院設立創業管理碩士學位學程。 招收電機資訊學院學士後高科技創業學士學位學程。 招收財務金融學院風險管理與保險系大陸地區學生大學部二年制學士班。 |
| 2014年 | 12月13日 | 舉辦「光彩20載．第一到未來」，建校廿周年校慶活動。 |
| 2015年 | 8月1日   | 工學院環境與安全衛生工程系成立消防與防災工程碩士在職專班。 管理學院成立管理學院高階主管經營管理碩士在職專班（EMBA）。 招收財務金融學院會計資訊系大陸地區學生大學部二年制學士班。 |
| 2016年 | 8月1日   | 增設財務金融學院會計資訊系碩士在職專班。 財務金融學院金融系碩士班理財組取消學籍分組，新增金融系碩士班金融資訊組。 招收工學院環境與安全衛生工程系、財務金融學院金融系、財務金融學院財務管理系、外語學院應用日語系大陸地區學生大學部二年制學士班。 |
| 2017年 | 8月1日   | 工學院機械與自動化工程系工業設計碩士班併入創新設計工程系，並更名「創新設計工程系工業設計碩士班」。 管理學院資訊管理系企業電子化碩士班更名「資訊管理系電子商務碩士班」。 |
| 2017年 | 12月9日  | 舉辦「蔗園23．始終第一」，建校二十三周年校慶活動。 |
| 2018年 | 2月1日   | 國立高雄第一科技大學與國立高雄海洋科技大學及國立高雄應用科技大學正式合校成立「國立高雄科技大學」，現為「國立高雄科技大學第一校區」。設有「工學院」、「電機資訊學院」、「管理學院」、「財務金融學院」與「外語學院」。 |

## 組織
國立高雄第一科技大學合校前學術單位如下：

### 工學院
| 工 學 院 College of Engineering | 工學院工程科技博士班                          | 營建工程系（所）                                        |
| 工 學 院 College of Engineering | 機械與自動化工程系（所） - 先進製造科技碩士班 | 環境與安全衛生工程系（所） - 消防與防災工程碩士在職專班 |
| 工 學 院 College of Engineering | 創新設計工程系 - 工業設計碩士班               |                                                         |

### 電機資訊學院
| 電 機 資 訊 學 院 College Electrical Engineering and Computer Sceience | 電子工程系（所）           | 電機工程研究所（碩）         |
| 電 機 資 訊 學 院 College Electrical Engineering and Computer Sceience | 電腦與通訊工程系（所）     | 工程與電資學院菁英學士班     |
| 電 機 資 訊 學 院 College Electrical Engineering and Computer Sceience | 資通訊服務創新產業碩士專班 | 學士後高科技創業學士學位學程 |

### 管理學院
| 管 理 學 院 College of Management | 管理學院博士班                              | 科技法律研究所（碩）               |
| 管 理 學 院 College of Management | 運籌管理系（所） - 企業管理碩士班           | 資訊管理系（所） - 電子商務碩士班  |
| 管 理 學 院 College of Management | 行銷與流通管理系（所） - 連鎖加盟管理碩士班 | 國際管理碩士學位學程(IMBA)         |
| 管 理 學 院 College of Management | 創業管理碩士學位學程                        | 高階主管經營管理碩士在職專班(EMBA) |

### 財務金融學院
| 財 務 金 融 學 院 College of Finance and Banking | 財務金融學院博士班     | 財務管理系（所）     |
| 財 務 金 融 學 院 College of Finance and Banking | 金融系（所）           | 會計資訊系（所）     |
| 財 務 金 融 學 院 College of Finance and Banking | 風險管理與保險系（所） | 資訊財務碩士學位學程 |

### 外語學院
| 外 語 學 院 College of Foreign Languages | 應用英語系 - 應用語言學與英語教學碩士班 - 口筆譯碩士班 | 應用日語系（所） |
| 外 語 學 院 College of Foreign Languages | 應用德語系（所）                                       |                  |

### 通識教育中心
| 通 識 教 育 中 心 Center for General Education | 博雅教學組 | 體育教學組 |

### 語言教學中心
| 語 言 教 學 中 心 Center for Language Education | 外語教學組 | 華語教學組 |

### 創新創業教育中心
| 創 新 創 業 教 育 中 心 Innovation and Entrepreneurship Education Center | 跨域教學組 | 創新創業教學組 |

## 研究中心
| 第 一 科 大 校 級 中 心 Research Centers, First Tech |                          |                                  |
| ---------------------------------------------------- | ------------------------ | -------------------------------- |
| 第 一 科 大 校 級 中 心 Research Centers, First Tech | 南區毒災應變諮詢中心     | 個人資料保護中心                 |
| 第 一 科 大 校 級 中 心 Research Centers, First Tech | 能源科技研究中心         | 水資源保育及發展研究中心         |
| 第 一 科 大 校 級 中 心 Research Centers, First Tech | 模具技術研發中心         | 鐵道技術中心                     |
| 第 一 科 大 校 級 中 心 Research Centers, First Tech | 金屬產品開發技術研發中心 | 設備可靠度與系統安全技術研發中心 |

| 工 學 院 College of Engineering | 生態工程科技中心       | 光機電系統技術研發中心     |
| 工 學 院 College of Engineering | 產業與環境危害檢測中心 | 創意工程設計中心           |
| 工 學 院 College of Engineering | 先進工程構造研究中心   | 環境健康與生物科技研究中心 |

| 電 機 資 訊 學 院 College Electrical Engineering and Computer Sceience | 系統量測中心               | 太陽能光電技術研發中心 |
| 電 機 資 訊 學 院 College Electrical Engineering and Computer Sceience | 智慧生活資通創新與服務中心 | 智慧設備服務與系統中心 |

| 管 理 學 院 College of Management | 供應鏈協同作業中心 | 智慧型商店中心                     |
| 管 理 學 院 College of Management | 大數據中心         | 臺灣客家產業經濟暨創新創業研究中心 |
| 管 理 學 院 College of Management | 冷鏈認證中心       |                                    |

| 財 務 金 融 學 院 College of Finance and Banking | 金融科技暨創新管理中心 | 新興經貿科技應用中心  |
| 財 務 金 融 學 院 College of Finance and Banking | 實習金控中心           | PATTA創新人才培育中心 |

| 外 語 學 院 College of Foreign Languages | 翻譯、文化與科際整合研究中心 |  |

## 歷任校長
| 任別       | 姓名   | 起訖時間                                    | 歷任校長任期時事                                                                          |
| ---------- | ------ | ------------------------------------------- | ----------------------------------------------------------------------------------------- |
| 第一至三任 | 谷家恆 | 1993年7月 — 1995年6月 1995年7月 — 2004年7月 | 設立【國立高雄技術學院籌備處】。 成立【國立高雄技術學院】、改名【國立高雄第一科技大學】。 |
| 第四、五任 | 周義昌 | 2004年8月 — 2009年7月                       | 增設「電機資訊學院」和「財務金融學院」。                                                  |
| 代 理      | 周至宏 | 2009年8月 — 2010年2月                       | —                                                                                         |
| 代 理      | 許孟祥 | 2010年3月 — 2010年4月                       | —                                                                                         |
| 第六、七任 | 陳振遠 | 2010年5月 — 2018年1月31日                   |                                                                                           |

## 學校象徵

### 校名簡稱
國立高雄第一科技大學為傳承校史於1999年2月及5月雖已取得「高科大」與「高雄科大」的商標權，但因高雄科學技術學院(原高雄工專)同樣要以高雄科技大學為校名，教育部不准兩間學校的任何一間叫高雄科技大學，特於2010年12月經校內行政會議正式通過再以「第一科大」為簡稱，並於隔年7月取得第一科大註冊商標，對外宣傳亦使用該簡稱，希望能提高外界對於學校的印象。

### 校徽

國立高雄第一科技大學校徽

- 校徽係由「高」字之筆畫造型變化而成，除代表學校所在地高雄之外，兩道朝上展翼振翅之「翼狀」造型，代表著「躍升」、「起飛」及永無止境地追求「創新」和「卓越」的理念，並有著莘莘學子努力上進之意象，搭配於兩道翼形圖案下端英文「i」字與「書本」的圖形，則是由高字中的雙「口」演變而來。
- 「i」字圖形代表著「產業界」（industry）並兼具工作中「人」之形狀，意味著「實踐」與「以人為本」等涵意；至於「書本」圖形，則象徵著「教育」、「學術」。由深層意義來看，校徽中的「書本」與「i」字，代表學術與產業相互交融、理論與實務緊密配合，且充分反應出實務活用理論教學及研究方向的設校理念。 [12]

### 校訓
| - 敬業：主動積極、忠誠奉獻 - 樂群：互重和諧、合群貢獻 - 卓越：精益求精、超越自我 - 創新：創造發明、日新又新 |

### 校刊
- 高聲：於1996年12月12日高技第二屆校慶時創刊，創刊之初，以實體紙本為主，其後轉為電子報模式發行，電子報於每月初及中旬各出刊一次。此外，校刊「高聲」之名由來，除代表著「高聲」為高科人對外發聲之管道，亦喻有「步步高昇」[14]之意涵。

### 商標
- 國立高雄第一科技大學於2000年7月及12月向中華民國經濟部智慧財產局申請取得高雄科大（页面存档备份，存于）（第41類）與高科大（第16、18、25、41、42類）之註冊商標簡稱。
- 國立高雄第一科技大學於2011年7月及12月向中華民國經濟部智慧財產局申請取得第一科大[]（第41類）與FIRSTTECH（页面存档备份，存于）（第41類）商標簡稱。

## 校園資訊

### 校園十景
高科大於2005年11週年校慶時，由全校師生透過網路投票所選出之校園十景，每一景點皆有其專屬之境語，其中位於西校區大門入口方向處的人工生態池「鴴池」，為十景中得票數最多且最具獨樹一幟風格之校園景觀。
| 生態鴴池: 綠漾奇蹟 | 迎曦亭: 曙光迎新 |
| 時光噴泉: 織光舞月 | 落陽坡: 餘霞擁色 |
| 春滿翠堤: 翠堤春曉 | 大學橋: 成就達道 |
| 水景廣場: 水嵐思縹 | 垂榕道: 石徑牽情 |
| 知識拼圖: 混沌識界 | 木棉道: 醺紅絮語 |

### 校園位置
- 東校區 【教學研究區】
位於燕巢區的東校區為各學院及研究中心所在地，主要大樓建築物計有行政大樓(A棟)、電機與資訊學院大樓(B棟)/教師研究大樓(R棟)、管理學院大樓(C棟)、外語學院大樓(D棟)、財務金融學院大樓(E棟)、工學院大樓(F棟)/震害防制實驗室(憲章館)、圖書資訊館大樓(J棟)/創夢工場、學生活動中心(K棟)、高第一招待所/創業園區(L棟)、智慧防災實作工場【產業災害與汙染控制操作實習工廠】(P棟)、跨領域實作工場【基礎實習與實作工廠】(S棟)、智慧製造實作工場【全方位模具產業技術實習工廠】(T棟)、實作工場(U、V棟)、能源中心【污水處理廠】、毒災中心【污水處理廠儲蓄室】、南區專業訓練場暨資材調度中心大樓、台灣先進材料成形技術中心大樓、職務宿舍。
- 西校區 【運動休憩區】
位於楠梓區的西校區為學生宿舍及各類運動場所在地，主要建築計有男女學生宿舍【男生宿舍：敬業樓(A、B棟)/女生宿舍：樂群樓(C、D、E棟)】、多功能室內標準溫水游泳池暨健康體適能中心、產業創新園區第一大樓(A棟)、產業創新園區第二大樓(B棟)、翠堤親水空間【烤肉休憩區】、人工生態池(鴴池)及各式運動場地【田徑場、籃球場、排球場、網球場、棒壘球場、足球場、射箭場、羽球場、溜冰場】等設施。[16]
- 大學橋 【跨高速公路大橋】
高第一大學橋於1999年10月18日通車，主要用來連結高第一東、西兩校區之交通便道。

## 姊妹學校
| 國 家  | 簽 約 日 期    | 層 級            | 國外姊妹校一覽表                                                                                                |
| ------ | -------------- | ---------------- | --- |
| 英国   | 1998年11月10日 | 校               | 樸茨茅斯大學 |
| 德国   | 2001年2月22日  | 校（應用德語系） | 波恩大学 |
| 德国   | 2005年8月3日   | 校（交換學生）   | University of Applied Sciences Deggendorf（代根多夫應用科技大學）                                               |
| 德国   | 2010年8月5日   | 校（交換學生）   | Fachhochschule Wurzburg-Schweinfurt, University of Applied Sciences （福茲堡科技大學）                          |
| 奧地利 | 2007年11月5日  | 校（行銷系）     | Johannes Kepler University Linz Institute of Retailing, Distribution and Marketing（約翰開普勒林茨大學）        |
| 奧地利 | 2009年3月2日   | 校               | 維也納工業大學                                                                                                  |
| 奧地利 | 2011年10月5日  | 校               | FH Joanneum Gesellschaft mbH University of Applied Sciences （喬安內姆高等學校）                                |
| 俄羅斯 | 2005年9月9日   | 校               | Saratov State Technical University（國立聖薩拉托夫工業大學）                                                    |
| 俄羅斯 | 2007年11月5日  | 校               | Novosibirsk State University of Architecture and Civil Engineering （國立俄羅斯諾沃塞比斯基建築及土木工程大學） |

| 國 家  | 簽 約 日 期    | 層 級                  | 國外姊妹校一覽表                                                                 |
| ------ | -------------- | ---------------------- | -------------------------------------------------------------------------------- |
| 美国   | 2003年8月21日  | 校                     | 爱荷华州立大学                                                                   |
| 美国   | 2005年6月10日  | 校.系（運籌管理系）    | 喬治·華盛頓大學                                                                  |
| 美国   | 2005年10月5日  | 系（資訊管理系）       | 佛罗里达大学                                                                     |
| 美国   | 2006年4月24日  | 系                     | 夏威夷大学马诺阿分校 （夏威夷大學-瑪諾亞分校分子生物科學與生物工程研究所）       |
| 美国   | 2007年6月19日  | 校                     | 楊百翰大學                                                                       |
| 美国   | 2008年1月21日  | 校(雙聯制)             | 威斯康星大學拉克羅斯分校                                                         |
| 美国   | 2010年12月27日 | 校                     | 西來大學                                                                         |
| 美国   | 2011年5月31日  | 校（雙聯制）           | University of Missouri - St. Louis（密蘇里大學聖路易市分校）                     |
| 美国   | 2011年6月17日  | 校（電資學院）         | Samuel Ginn College of Engineering （奧本大學Samuel Ginn College of Engineering) |
| 美国   | 2012年3月30日  | 校                     | 矽谷大學                                                                         |
| 美国   | 2012年6月13日  | 校                     | 南方州立理工大學                                                                 |
| 加拿大 | 2007年6月25日  | 校                     | University of Manitoba（曼尼托巴大學）                                           |
| 加拿大 | 2009年7月13日  | 校（雙聯學制-管理學院) | The Athabasca University Governing Council（阿薩巴斯卡大學）                     |
| 加拿大 | 2010年5月4日   | 校                     | University of Waterloo（滑鐵盧大學）                                             |
| 加拿大 | 2011年4月8日   | 校                     | University of Calgary（卡加利大學）                                              |

| 國 家 | 簽 約 日 期    | 層 級 | 國外姊妹校一覽表                                                           |
| ----- | -------------- | ----- | -------------------------------------------------------------------------- |
| 日本  | 2000年4月18日  | 校    | University of Marking and Distribution Sciences（流通科学大学）            |
| 日本  | 2005年2月22日  | 校    | Baiko Gakuin University（梅光学院大学）                                    |
| 日本  | 2005年5月16日  | 系    | Waseda University（早稲田大学）                                            |
| 日本  | 2006年9月26日  | 校    | Maizuru National College of Technology（國立舞鶴工業高等專門學校）         |
| 日本  | 2006年12月25日 | 校    | Heisei International University（平成國際大學）                            |
| 日本  | 2007年7月20日  | 校    | Himeji Dokkyo University（姫路獨協大學）                                   |
| 日本  | 2008年3月6日   | 校    | Ritsumeikan Asia Pacific University（立命館亞洲太平洋大學）                |
| 日本  | 2008年5月27日  | 校    | Osaka Prefecture University（大阪府立大學）                                |
| 日本  | 2008年5月30日  | 校    | Sapporo International University（札幌國際大學）                           |
| 日本  | 2009年2月19日  | 校    | Hiroshima University（廣島大學）                                           |
| 日本  | 2009年3月3日   | 校    | Kumamoto University（熊本大學）                                            |
| 日本  | 2009年3月31日  | 校    | Osaka Institute of Technology（大阪工業大學）                              |
| 日本  | 2010年11月23日 | 校    | Fukui Prefectural University（福井縣立大學）                               |
| 日本  | 2010年12月26日 | 校    | Okinawa National College of Technology（國立沖繩工業高等專門學校）         |
| 泰國  | 2005年10月5日  | 校    | King Mongkut's University of Technology Thonburi（蒙庫國王大學）           |
| 越南  | 2005年5月22日  | 校    | Lac Hong University（樂紅大學）                                            |
| 越南  | 2005年5月25日  | 校    | Hanoi National University College of Technology（河內國家大學）            |
| 越南  | 2006年12月2日  | 校    | Hanoi University of Technology（河內百科大學）                             |
| 越南  | 2006年12月2日  | 校    | Hanoi University of Civil Engineering（河內土木工程大學）                  |
| 越南  | 2006年12月2日  | 校    | Thai Nguyen University of Technology（太原科技大學）                       |
| 越南  | 2006年12月3日  | 校    | National Economics University（國民經濟大學）                              |
| 越南  | 2006年12月3日  | 校    | Academy of Finance（越南財務學院）                                         |
| 越南  | 2007年6月15日  | 校    | University of Technical Education HCMC（胡志明市技術教育大學）             |
| 越南  | 2009年4月29日  | 校    | Vietnam Commercial University（越南商業大學）                              |
| 越南  | 2010年11月4日  | 校    | Banking Academy of Vietnam（越南銀行大學）                                 |
| 越南  | 2010年12月31日 | 校    | Vietnam Maritime University（越南海事大學）                                |
| 中國  | 2007年7月11日  | 校    | Zhejiang Shuren University（浙江樹人大學）                                 |
| 中國  | 2007年7月11日  | 校    | Guangdong University of Technology （廣東工業大學）                        |
| 中國  | 2007年7月11日  | 校    | Jinan University（暨南大學）                                               |
| 中國  | 2008年7月26日  | 所    | Guangdong University of Business Studies（廣東商學院法治與經濟發展研究所） |
| 中國  | 2008年7月27日  | 所    | School of Law of Sun Yat-Sen University（中山大學法學院）                  |
| 中國  | 2008年7月28日  | 所    | South China University of Technology（華南理工大學知識產權學院）           |
| 中國  | 2009年9月15日  | 院    | Jinan University（暨南大學理工學院）                                       |
| 中國  | 2009年12月     | 所    | Wuhan University（武漢大學法學院）                                         |
| 中國  | 2009年12月     | 所    | Wuhan University（武漢大學環境法研究所）                                   |
| 中國  | 2010年7月1日   | 系    | Renmin University of China（中國人民大學市場營銷系）                       |
| 中國  | 2010年7月15日  | 校    | Fuzhou University（福州大學）                                              |

| 國 家    | 簽 約 日 期   | 層 級 | 國外姊妹校一覽表                                     |
| -------- | ------------- | ----- | ---------------------------------------------------- |
| 澳大利亚 | 2000年4月18日 | 校    | University of New England, Australia（新英格蘭大學） |
| 澳大利亚 | 2008年1月8日  | 校    | Australian Maritime College（澳洲海事學院）          |

### 引用
1. ↑  （繁體中文）國立高雄第一科技大學商標 NKFUST® （页面存档备份，存于）
2. ↑  （繁體中文）英國高等教育調查機構QS(Quacquarelli Symonds)高雄科大躋身亞洲前300名，挺進世界前2%，南部技職校院排名第一。 （页面存档备份，存于）
3. ↑  （繁體中文）國立高雄技術學院1998年7月1日正式改名國立高雄科技大學專刊[永久] ，《國立高雄技術學院（高技）1997年－1998年簡介》
4. ↑  （繁體中文）國立高雄技術學院 87.7.1 改名國立高雄科技大學[永久] ，《國立高雄技術學院奉準改名國立高雄科技大學期間於東西土堤上設醒目宣傳刊版》
5. ↑  （繁體中文）青春．活力．邁向高科大[永久] ，《國立高雄技術學院（高技）1998年簡介》
6. ↑  .   [2021-08-31]. （原始内容存档于2022-03-19）.
7. ↑  （繁體中文）歷任校長 （页面存档备份，存于），1995年7月~ 迄今
8. ↑  王昭月. . 聯合報. 2017-12-26  [2018-02-03]. （原始内容存档于2020-05-06）.
9. ↑  . tmsearch.tipo.gov.tw.   [2017-05-23]. （原始内容存档于2013-12-19）.
10. ↑  . tmsearch.tipo.gov.tw.   [2017-05-23]. （原始内容存档于2013-12-19）.
11. ↑  . tmsearch.tipo.gov.tw.   [2017-05-23]. （原始内容存档于2013-12-19）.
12. ↑  （繁體中文）高科采風－校徽的由來 （页面存档备份，存于），《高聲電子報第106期》，2005年5月1日
13. ↑  （繁體中文）國立高雄第一科技大學校訓『敬業樂群、卓越創新』 （页面存档备份，存于）
14. ↑  （繁體中文）「高聲」喻步步高昇[永久]
15. ↑  高科大十景揭曉 綠漾奇蹟「鴴池」奪冠 （页面存档备份，存于），《高聲電子報第112期》，2006年2月1日
16. ↑  校園巡禮 （页面存档备份，存于），NKFUST Campus Guide 《高科大校園導覽》